# ابرهارد اومباخ

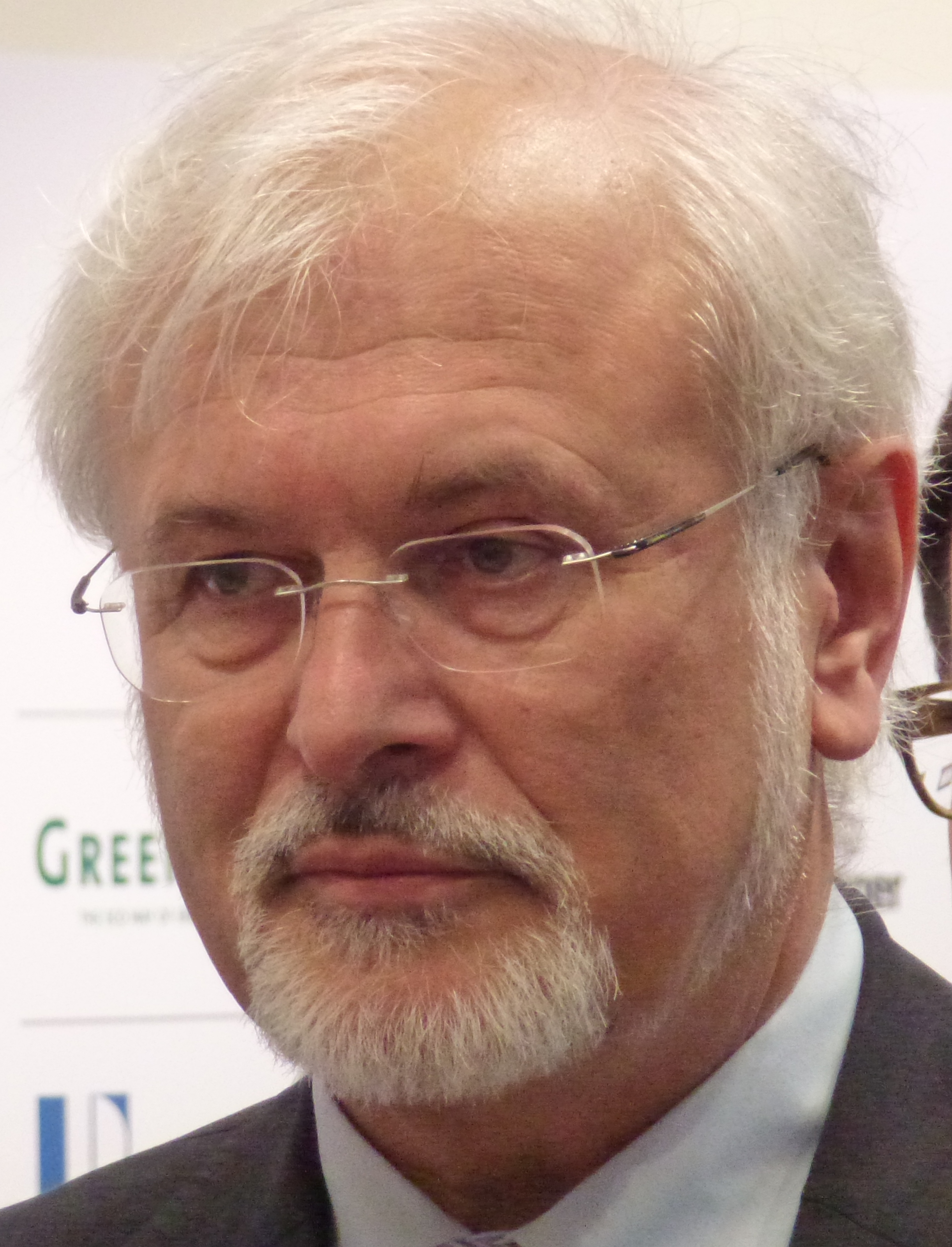
Eberhard Umbach 2012

ابرهارد اومباخ (به انگلیسی: Eberhard Umbach)(متولد ۱۹۴۸ در باد لواتربرگ در هارز) فیزیک‌دان آلمانی است.

او در دانشگاه فنی مونیخ در رشته فیزیک به تحصیل پرداخت و در سال ۱۹۸۰ مدرک دکترای خود را دریافت کرد؛ پس از یک بازدید تحقیقاتی در آمریکا، او در سال ۱۹۸۴ در دانشگاه تی‌او مونیخ استخدام شد.

اومباخ از سال ۱۹۸۷ تا سال ۱۹۹۳در دانشگاه اشتوتگارد و از سال ۱۹۹۳ تا سال ۲۰۰۷ بر کرسی دانشگاه وورتسبورگ بر کرسی استادی تکیه زد.

در سال های ۲۰۰۶ تا ۲۰۰۸ میلادی پروفسور اومباخ رئیس انجمن فیزیک آلمان بود.

از مه ۲۰۰۷ تا انتهای سپتامبر ۲۰۰۹ او به عنوان مدیر عامل مرکز تحقیقاتی کارلسروهه فعالیت کرد.

از ۱ اکتبر ۲۰۰۹ ابرهارد اومباخ در کنار هورست هیپلر مدیریت موسسه فناوری کارلسروهه را به عهده گرفت.